# Alexey Romashov
Alexey Gennadyevitch Romashov (russe : Алексей Геннадьевич Ромашов), né le 29 avril, à Saint-Pétersbourg est un sauteur à ski russe. Il a pris part aux Jeux olympiques d'hiver de 2014 et de 2018.

## Biographie
Membre du club de Saint-Pétersbourg, il effectue ses premiers sauts au niveau international lors de la saison 2009-2010.
En septembre 2012, il est deuxième de la manche de Coupe continentale estivale à Tchaïkovski, un après ses débuts dans la compétition.
Il prend part à sa première épreuve de Coupe du monde à Lillehammer en novembre 2012. Une semaine plus tard, il marque ses premiers points avec une 25e place à Ruka. Il établit sa meilleure performance individuelle au même lieu  en 2013 avec une 22e place. Il égale ce classement en 2017, lors de l'épreuve pré-olympique de Pyeongchang. En 2018, il échoue cependant à marquer des points dans la Coupe du monde et quitte la compétition de haut niveau.
Il est sélectionné pour les Jeux olympiques de Sotchi en Russie en 2014, se classant 44e et 46e en individuel. Quatre ans plus tard, il se place 37e et 42e en individuel, ainsi que septième par équipes.

## Palmarès

### Jeux olympiques
| Épreuve / Édition | Sotchi 2014 | Pyeongchang 2018 |
| Petit tremplin    | 44e         | 37e              |
| Grand tremplin    | 46e         | 42e              |
| Par équipes       | 9e          | 7e               |

### Championnats du monde
| Épreuve / Édition | Épreuve / Édition | Val di Fiemme 2013 | Lahti 2017 |
| Petit tremplin    | Petit tremplin    | 34e                | 44e        |
| Grand tremplin    | Grand tremplin    | 41e                | 49e        |
| Par équipes       | Grand tremplin    | 9e                 | 9e         |
| Par équipes       | mixtes            | -                  | -          |

### Championnats du monde de vol à ski
| Épreuve / Édition | Oberstdorf 2018 |
| Individuel        | 26e             |
| Par équipes       | 7e              |

### Coupe du monde
- Meilleur classement général : 55e en 2017.

#### Différents classements en Coupe du monde
| Année     | Classement général final |
| 2012-2013 | 61e                      |
| 2013-2014 | 68e                      |
| 2014-2015 | 85e                      |
| 2016-2017 | 55e                      |

### Coupe continentale
- 1 podium.

### Championnats de Russie
Il gagne deux titres individuels en 2015 et 2016.